# 聘珍樓
聘珍樓（へいちんろう）は、かつて神奈川県横浜市の横浜中華街に本店を置いていた中国料理店。1884年創業。

## CI

### 社名
屋号は「良き人、素晴らしき人が集まり来る館」という意味合いを持つ。中国古代の文献である「礼記（らいき、禮記）」に収められた「儒行」の一節、「儒有席上之珍以待聘（儒者は宴席の佳肴の如きで、良き人品と道徳を備えて招聘登用されるのを待つものだ）」にある。

### ロゴ
聘珍樓のロゴは1988年にALAN CHAN(陳幼堅)がデザイン。その意味は、バスケットには6種類の果物が入っており、桃子（もも）：長寿、百合（ゆり）・蓮根（れんこん）：永遠に続くお互いの愛､茘枝（らいち）：豊な実り、佛手柑（ぶっしゅかん）：富と健康、石榴（ざくろ）：子宝の意味。

## 歴史

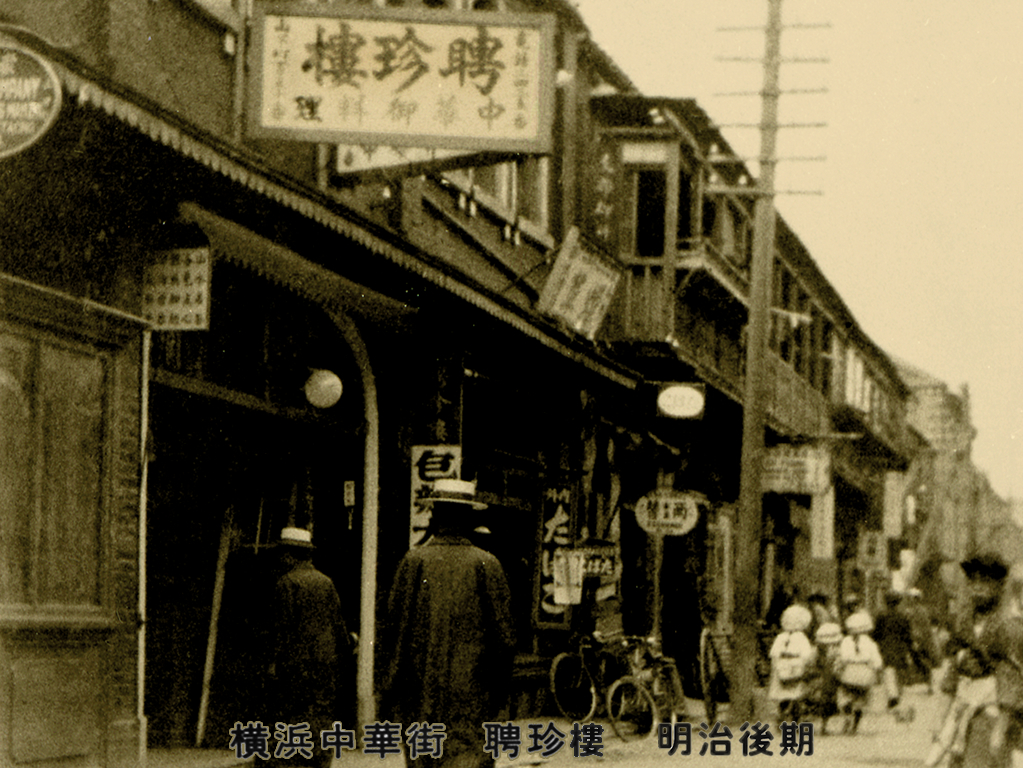
聘珍樓横浜本店（明治後期）

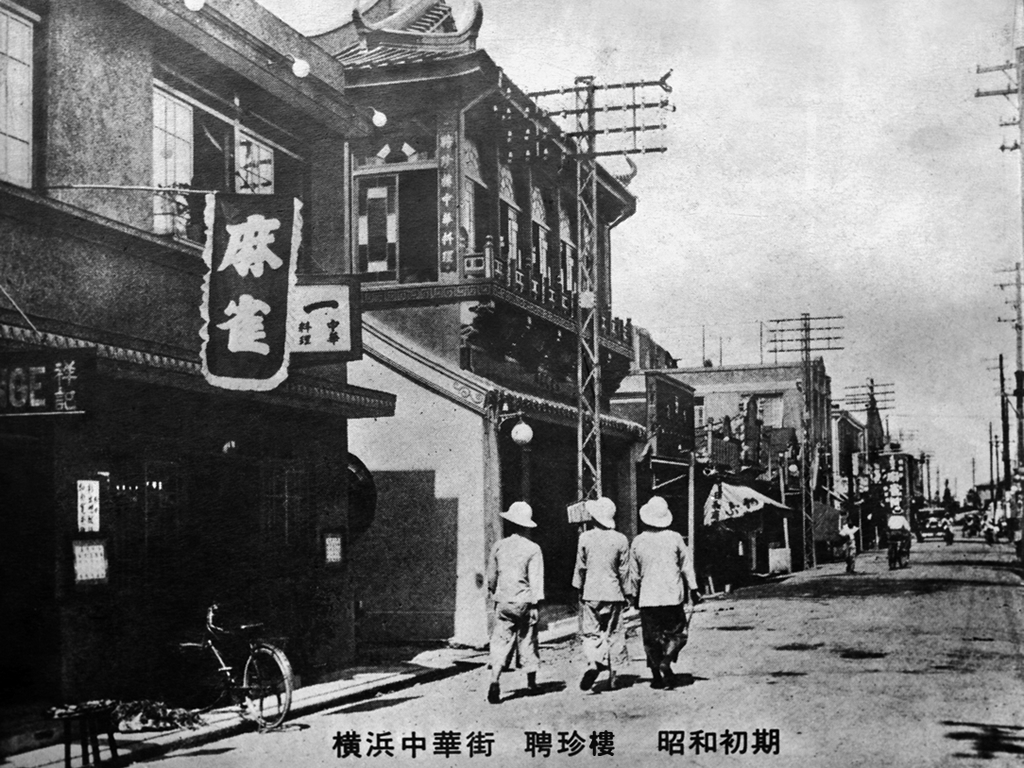
聘珍樓横浜本店（昭和初期）

### 創業期
1884年（明治17年）、張姓の華僑が横浜中華街で中国料理店（後の横濱本店）を開業した。当時は1階にたばこ店などがあり、蒲鉾形の窓を配した2階店舗であった。その後、張茂元が引き継いだ。1923年（大正12年）の関東大震災で瓦解したものの、後に鮑荘昭、鮑金鉅（ホウ・キンキョ）の父子が継ぎ、これを復興した。当時、日本にあった中国料理店では、山下町135番地の会芳楼（現在は山下町公園のあずまや『會芳亭』に名を残す）や遠芳楼に次いで古い店であった。一時は300坪の大型店で一度に200 - 300名を収容できる大広間があったが、第二次世界大戦で再び荒廃し、鮑金鉅はこれを再建する意欲を失った。
その時、友人であった龐柱琛（パン・チュウシン、のち日本に帰化して林達雄と名乗る）は「聘珍樓の過去の栄華を考えると忍びない」として、1960年（昭和35年）頃に鮑金鉅から聘珍樓ののれんと土地建物を買い受けた。龐柱琛は中国・広東省高明県（現・仏山市高明区）に生まれ、19歳で横浜に来日。いったん故国へ帰ったものの、後に再び来日し、中国料理のコックとして修業を積んでいた。
龐柱琛が買い受けた当時の聘珍樓は、わずか45坪ほどの焼き豚や腸詰めを売る店になっていた。1967年（昭和42年）に有限会社を設立したころには、聘珍樓が考案したサンマーメン（生碼麺）やその他の一品料理を手軽に楽しめる小型店になっていた。1975年（昭和50年）、息子である林康弘が事業を継承するころには、聘珍樓は80坪程の店になっていた。

### 林達雄と横浜中華街

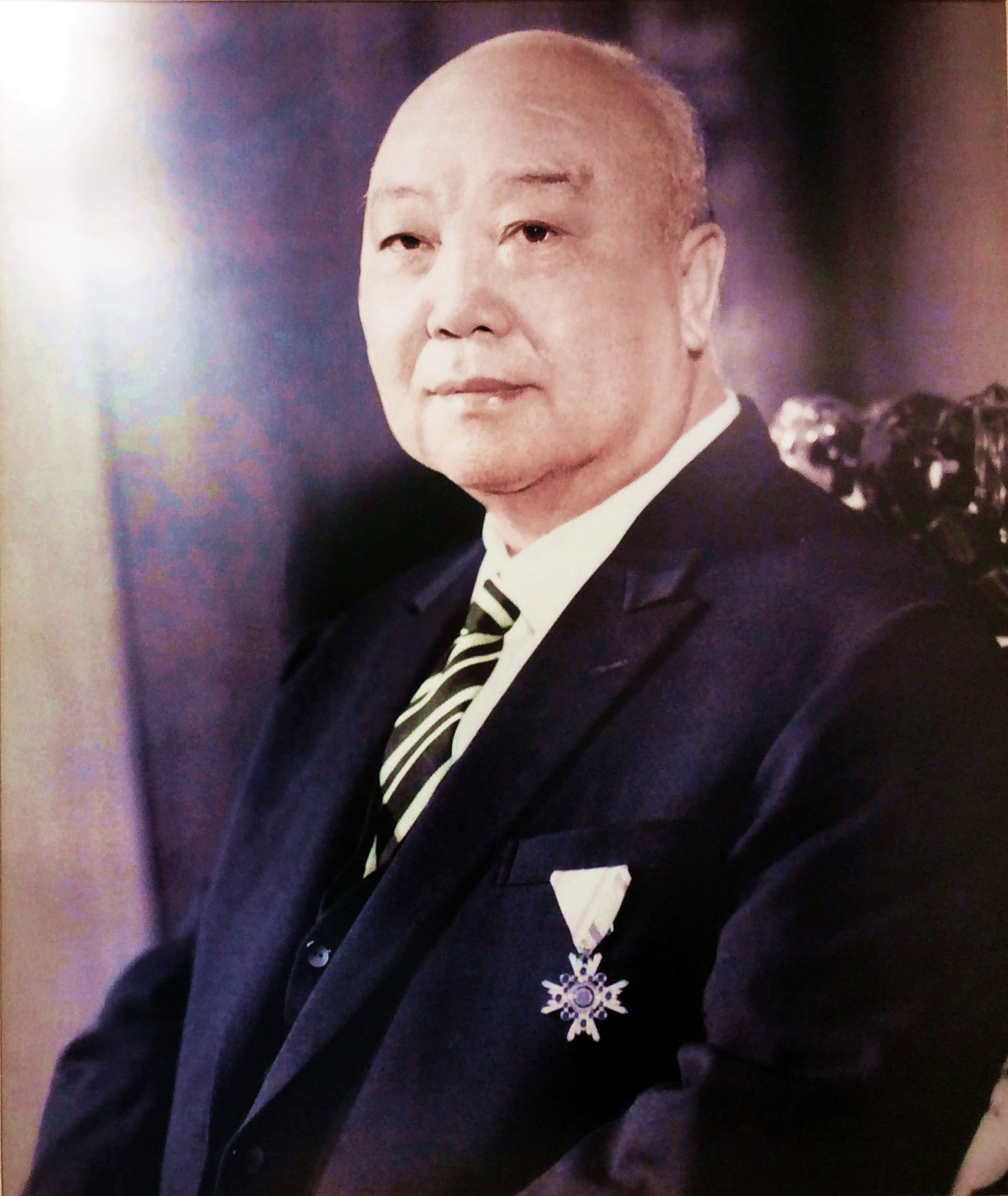
林達雄

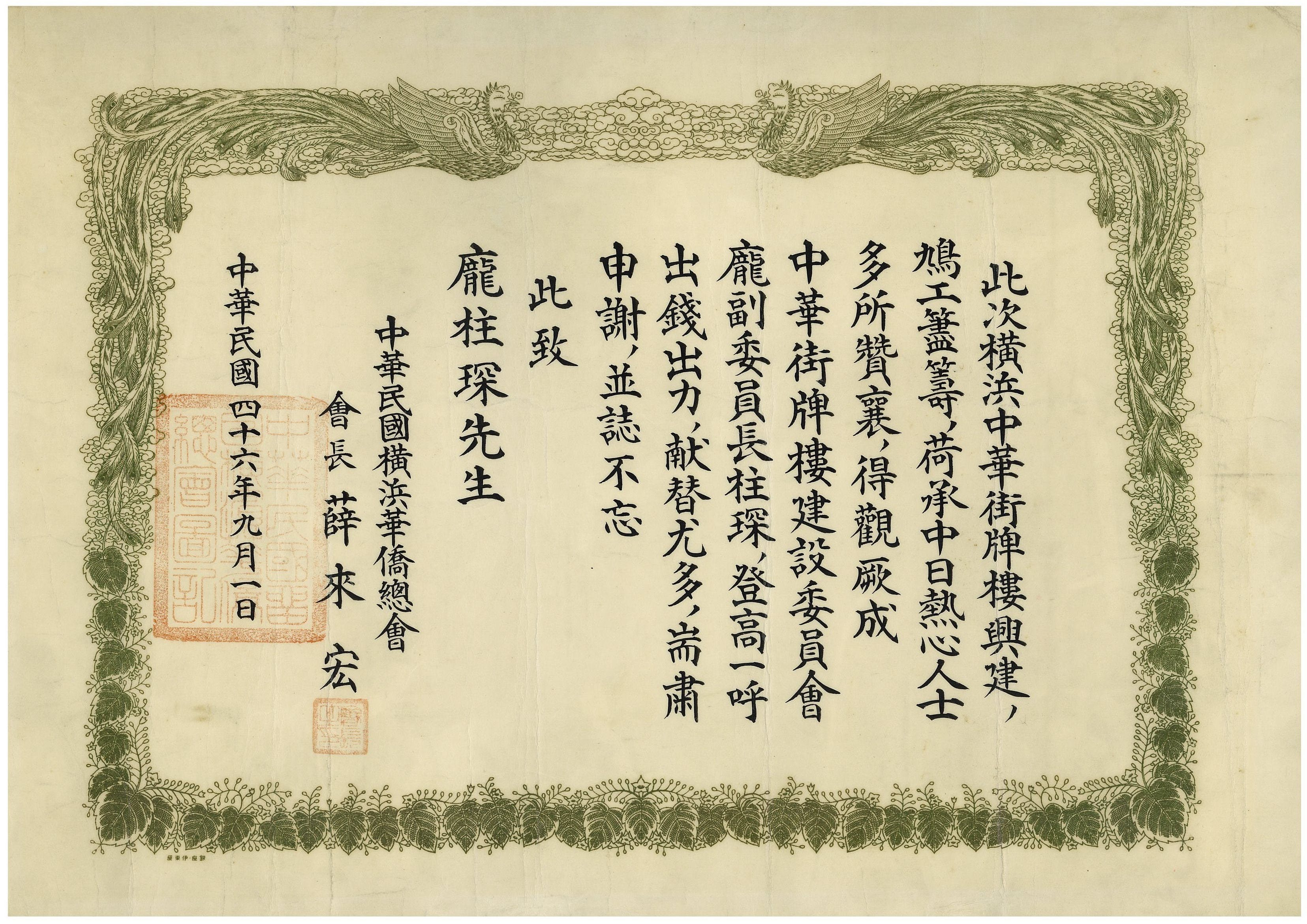
龐柱琛への感謝状

林達雄は聘珍樓とともに、現在の萬珍樓も経営した。当時達雄が自ら音頭をとり、街の仲間達とともに中華街大通りに「中華街」と表示した高さ15メートルの朱塗りの牌楼（ぱいろう）を横浜市の助成などの援助を受けて建てた。
1954年（昭和29年）9月10日、牌楼建設工事が着手された。当時の平沼亮三横浜市長と半井清（なからいきよし）横浜商工会議所会頭は、アメリカを視察し、横浜の戦後復興の一策として、横浜中華街を戦前の様な特徴ある街に再建し観光の呼び水とすることが必要だと提唱した。この呼びかけに地元華僑が共鳴し、神奈川県と横浜市、横浜商工会議所などが協力して、牌楼建設の計画が持ち上がった。
こうした動きの中心となったのが、当時の横浜華僑総会の会長薛来宏、留日広東会館会長龐柱琛、陳洞庭ら横浜華僑と横浜の日中両国人の親睦団体である日中協会常務委員の金子光和であった。金子は戦前よりへ京浜日華協会を発足させるなど、日中友好に尽力した人物で、日中両国人の信望も厚く牌楼門建設委員会の会長に推挙された。金子は建設のために、寄付金集め、設計案の調整、中華街側と役所側との橋渡しと東奔西走の活躍をした。その甲斐あって地元華僑や日本人の有志80余名の寄付金と、神奈川県と横浜市からの助成金をあわせ、133万円あまりの資金が集まった。工事は寿建設が請け負い、1954年8月17日に地鎮祭が行われ、9月10日に工事が着手された。そして翌年に鉄筋コンクリート建て、高さ13メートル、幅18メートルの極彩色の中国牌楼が完成した。門には、「春秋左氏傳」から引用した「親仁善隣」の言葉を刻んだ額が掲げられた。
初代牌楼の建設から40年後、中華街では4つの牌楼（朝陽門、延平門、朱雀門、玄武門）の改築が進められた。その担い手は初代牌楼の建設に情熱を注いだ華僑の息子たちであった。
聘珍樓を再建し、街の発展にも貢献した達雄は、1969年（昭和44年）2月に勲五等瑞宝章を授与され、1972年（昭和47年）には日本へ帰化、1976年（昭和51年）に死去した。

### 業容の拡大
1988年には香港現地法人の聘珍樓香港有限公司を設立し、日本から中国料理店を出店した。
1990年代には、各百貨店の惣菜コーナーへの出店を拡大。またこの頃、金森製造所を開設し、肉まんそして点心等の商品製造ラインを増強し、ギフト（中元・歳暮）の取扱いも含め拡大する。更に、杏仁豆腐の素、中華調味料などの商品を開発し商品として販売。その後、順次、商品ラインナップを増やしていく。2000年には、配送センターを横浜市港北区に開設し、食品事業の業容の拡大に対応。2000年にインターネット通販事業に参入。ショップ名は「29man.com」その後「聘珍ショッパーズ」に変更。2006年に「聘珍樓」⇒「中国料理」⇒「医食同源」の考えから健康補助食品事業に参入。「燕の巣」サプリメント販売。
2007年に創業120周年記念イベントを開催。2008年4月 ダイドードリンコ株式会社とコラボレーションしたペットボトル飲料のジャスミン茶を「聘珍茶寮」のブランド名で販売開始。その後、プーアル茶、春ブレンド茶、夏ブレンド茶を発売している。2009年11月 中国国家旅遊局（日本の観光庁に相当）と広東省政府が共催で開催した第1回中国広東料理サミット「首届中国粤菜峰会」において代表取締役林康弘が、ベスト・カントンフーズの提供により広東料理の普及と地位の向上に寄与し、健康及び安全に対する信頼を高めたとの評価を得、「推動粤菜発展功勲人物」（広東料理発展推進功労者）に選ばれた。

### 業績の悪化、再建を目指すも経営破綻へ
最盛期には118億円以上（2001年3月期）の売上高を計上していたが、その後の景気悪化で団体利用や接待利用などの法人需要が低迷し、経営の建て直しのため香港のファンドの出資を受けて2016年（平成28年）4月に株式会社聘珍樓（新法人、本社：横浜市港北区）を設立、旧法人から事業を継承した。旧法人は同年6月に株式会社平川物産に商号変更の後、2017年（平成29年）3月に特別清算開始命令を受けた。
新法人は店舗運営のほか、ブランドを活かして百貨店やネットショップでの食品販売を手掛けており、2018年（平成30年）4月には横濱本店を同名の法人（本社：横浜市中区）に新設分割し、運営を移管した。
いずれも経営再建に向けてスタートを切った矢先、新型コロナウイルス感染拡大の影響を受けて客数が減少し、これが追い討ちとなって経営がさらに悪化した。2022年（令和4年）5月15日には横濱本店が「移転のため」として閉店したが、同年6月2日付で横濱本店側の運営法人が横浜地方裁判所より破産手続開始の決定を受けた。残った新法人も5期連続の最終赤字を計上したことから、2025年（令和7年）5月20日をもって全事業を停止、翌21日には関連会社である香港聘珍樓ジャパンとともに、東京地方裁判所から破産手続開始決定を受けた。

## 薬膳
2010年より、広東料理に古くから伝わる薬食同源のセオリーに基づく「季節の薬膳セミナー」をスタート。国際中医師の大田ゆう子が講師として季節の養生を伝え、聘珍樓総料理長西崎英行が四季折々の料理を提供するという趣向のこのセミナーは、2016年には開始から6年目を迎える。会社発表によると、現在まで、その開催は80回を超え、のべ3,400人の参加者を誇るイベントとなっている。また、2013年からは国際中医師の大田ゆう子の監修のもと、その料理ひとつひとつの効能が記載されたパンフレットを配布し、効能を理解しながら食事が出来るスタイルの「アンチエイジング薬膳コース」を年12回替わる月替わりのメニューとして聘珍樓全店で開始。
2013年10月以降、雑誌家庭画報『家庭画報11月号』（2013年10月1日発売）など数々の媒体で「聘珍樓の薬膳」が取り上げられた。そして2016年6月には、セミナーの参加者から「家庭で毎日薬膳を続けるためのセオリーと簡単なレシピが知りたい」という声に応えて、『聘珍樓のいちばんやさしい薬膳』（PHP研究所）が出版された。

## 過去の総料理長

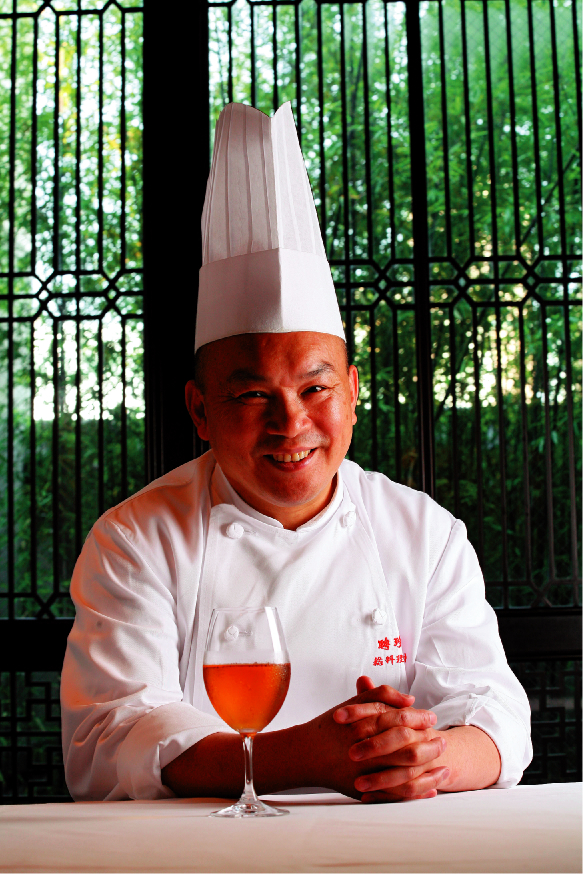
前総料理長・謝華顕

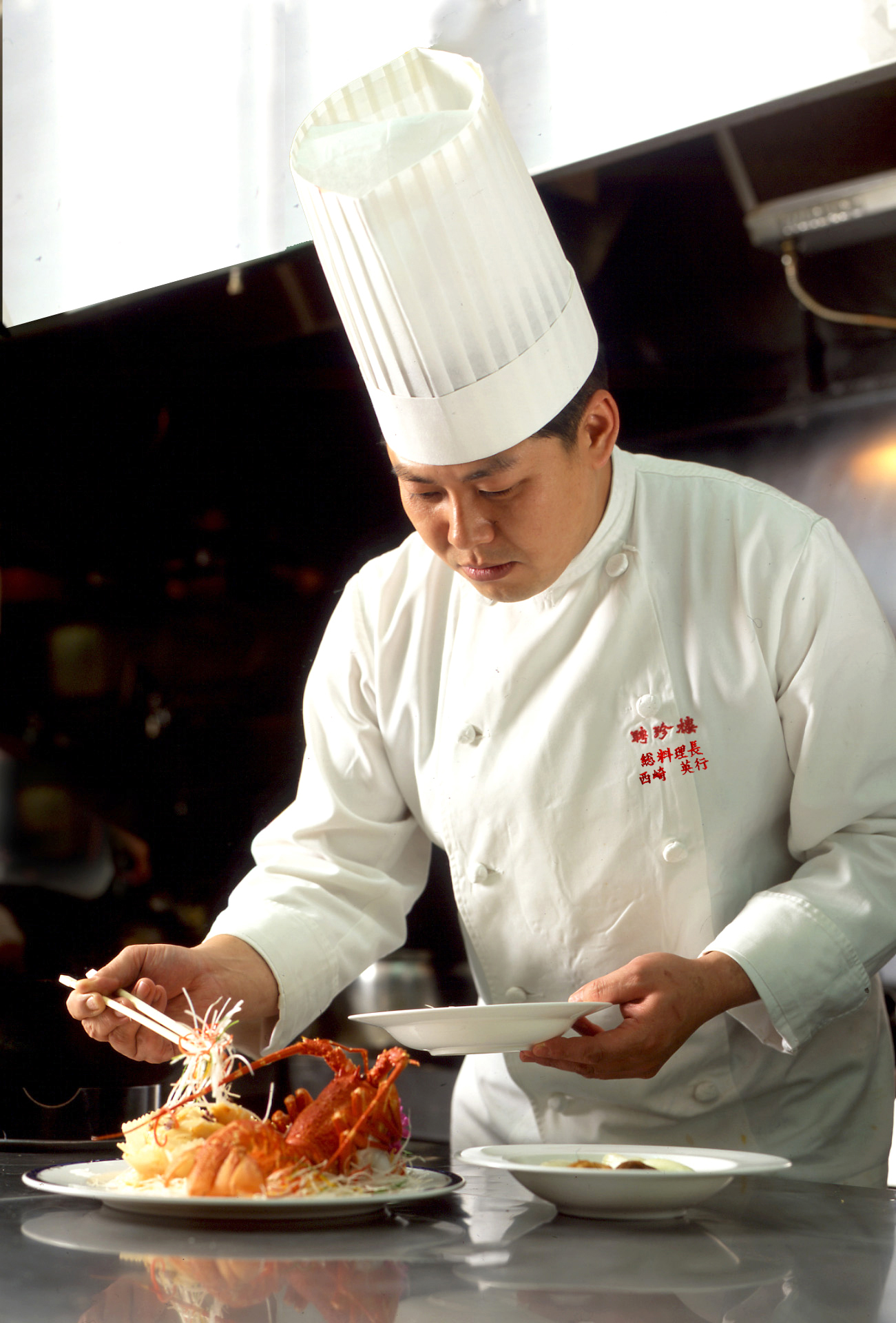
現総料理長・西崎英行

周富徳
経歴は本人の項目を参照。
謝華顕（1991年6月 - 2009年12月）
1948年、中国廣東省生まれ。
13歳から香港の海鮮酒家で修行をはじめ、22歳にして翠園酒家本店で最年少チーフシェフとして注目される。その後も数々の店で活躍し、1980年に来日。聘珍樓日比谷店に入る。
1988年、香港総監督職に就任。
西崎英行（2010年1月 - ）
1989年、聘珍樓入社。日比谷店勤務。
1995年より2年間のホテル勤務を経て日比谷店に戻る。
2000年の溜池山王聘珍樓開店と共に溜池山王店の副料理長に就任。
2002年、溜池山王店の料理長に就任。
2009年、聘珍樓日本国内全11店舗の副総料理長に就任、謝総料理長の後継者となる。
2010年、聘珍樓総料理長に就任。

## 沿革
- 1884年（明治17年） - 現在の横浜中華街にて創業。
- 1923年（大正12年）9月 - 関東大震災にて瓦解。
- 1967年（昭和42年）7月 - 有限会社聘珍樓（代表取締役：林達雄）を設立。
- 1975年（昭和50年）6月 - 代表取締役に林康弘が就任。
- 1978年（昭和53年）2月 - 株式会社に組織変更。
- 1980年（昭和55年）3月 - 日比谷聘珍樓開店。
- 1986年（昭和61年）4月 - 横濱本店を全面改築し新装開店。
- 1988年（昭和63年）6月 - 香港現地法人の聘珍樓香港有限公司を設立。
- 1988年（昭和63年）11月 - 吉祥寺聘珍樓新館を開店。
- 1990年（平成2年）2月 - 横浜市より「横浜まちなみ景観賞」授与。
- 1991年（平成3年）7月 - 聘珍茶寮中華街店を開店。
- 1994年（平成6年）7月 横浜ジョイポリス内にビアレストラン聘珍樓を開店。
- 1995年（平成7年）9月 - ビアレストラン聘珍樓を、ライブも楽しめるブルースカフェby聘珍樓としてリニューアル。
- 1997年（平成9年）4月 - 横濱本店の新館を増築。
- 1999年（平成11年）9月 - SARIO聘珍茶寮横浜ワールドポーターズ店を開店。
- 2000年（平成12年）7月 - 小倉聘珍樓ANNEXを開店。
- 2000年（平成12年）12月 - Eコマースサイト「29man.com」を開設。
- 2002年（平成14年）2月 - The CAFÉ中華街店を開店。
- 2005年（平成17年）8月 - クローズド型のプリペイドカード、聘珍樓のギフトカード「聘珍カード」導入。
- 2006年（平成18年）4月 - 健康補助食品事業に参入。
- 2006年（平成18年）11月 - 大阪聘珍樓を開店。
- 2007年（平成19年）2月 - 創業120周年記念イベントを開催。
- 2008年（平成20年）4月 - ダイドードリンコ株式会社とコラボレーションしたペットボトル飲料を発売。
- 2008年（平成20年）5月 - Eコマースサイト「29man.com」をリニューアルし、ショップ名を「聘珍ショッパーズ」に変更。
- 2009年（平成21年）11月 - 中国国家旅遊局（日本の観光庁に相当）と広東省政府が共催で開催した第1回中国広東料理サミット「首届中国粤菜峰会」において、同社代表取締役林康弘が「推動粤菜発展功勲人物」（広東料理発展推進功労者）に選出[5]。
- 2016年（平成28年）4月 - 新法人を設立し事業譲渡。
- 2018年（平成30年）8月 - 横濱本店の運営法人を新法人より新設分割。
- 2022年（令和4年）11月 - メニュー開発及び研究の拠点となる「聘珍樓都筑サテライトキッチン」を横浜市都筑区に設立。冷凍惣菜事業に参入。
- 2024年（令和6年）6月 - 横濱本店の運営法人が破産開始決定。
- 2025年（令和7年）5月 - 新法人が破産手続開始決定。

## 店舗

### 聘珍樓
- 神奈川県：聘珍樓横濱本店
- 東京都 ：吉祥寺聘珍樓、日比谷聘珍樓
- 大阪府 ：大阪聘珍樓
- 福岡県 ：小倉聘珍樓

### SARIO
- 神奈川県：SARIO聘珍茶寮中華街店、SARIO聘珍茶寮横浜ワールドポーターズ店

### The Cafe
- 神奈川県：The Café中華街店

### HEICHINROU DELI（百貨店内店舗）
- 売店
  - 東京都 ：東京大丸、銀座松屋
  - 埼玉県 ：大宮そごう、西武所沢
  - 千葉県 ：船橋東武、千葉そごう
- COD(Cook On Demand)
  - 東京都 ：池袋西武、上野松坂屋
  - 神奈川県：横浜そごう、上大岡京急
  - 宮城県 ：仙台藤崎
  - 大阪府 ：うめだ阪急
  - 福岡県 ：福岡三越、博多阪急
  - 北海道 ：札幌大丸